# Universitat Estatal d'Iowa
La Universitat Estatal d'Iowa (Iowa State University o ISU, en anglès) és una universitat pública estatunidenca a Ames, a l'Estat d'Iowa. El seu nom oficial és "Universitat Estatal de Ciència i Tecnologia d'Iowa" (Iowa State University of Science and Technology). És una de les universitats nord-americanes més importants en temes agraris, sobretot relacionats amb el blat de moro i la soia. Els Iowa State Cyclones són els representants de la Universitat Estatal d'Iowa en les competicions esportives. La lluita lliure (wrestling) n'és una de les seccions més potents.